# Breguet Br.1050 Alizé
Breguet Br.1050 Alizé byl francouzský palubní jednomotorový turbovrtulový dolnoplošník, sloužící jako námořní hlídkový a protiponorkový letoun.

## Vznik

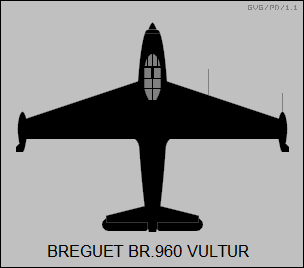
Breguet BR.960 Vultur

Francouzské vojenské námořní letectvo projevilo zájem o výkonný jednomotorový letoun, určený k protiponorkové hlídkové službě v roce 1954. Požadovalo stroj schopný nést vyhledávací radiolokátor, hlubinné pumy a raketové střely. Vytrvalost měla činit alespoň pět hodin letu.
Společnost Breguet použila pro studii nového stroje prototypy dvoumístného palubního bitevního letounu Breguet Br.960 Vultur. Vultur se vyznačoval kombinovaným pohonem, který zajišťoval turbovrtulový motor Armstrong-Siddeley Mamba o výkonu 985 kW instalovaný na přídi a proudový motor Rolls-Royce Nene o tahu 22,3 kN umístěný na zádi trupu, který mohl být uveden do provozu během vzletu a bojové fáze letu.
Vývoj Br.960 trval od roku 1948 do vzletu prvního prototypu v roce 1951. Koncepce hybridního pohonu byla pro svou zastaralost zamítnuta a Breguetu tak zůstaly dva nevyužité prototypy. První z nich později posloužil při výzkumu řízení mezní vrstvy ofukováním vztlakových klapek, druhý prototyp se stal pod označením Br.965 létající maketou Br.1050. Ověřovaly se na ní aerodynamické charakteristiky budoucího typu.
Br.965 poprvé vzlétl 26. března 1955 v Toulouse-Blagnac, poháněný pouze turbovrtulovým motorem Mamba VI o 1213 kW a místo proudového motoru měl vestavěnou šachtu se zatahovacím radomem radiolokátoru.
Podvozek Br.960 se zatahoval do křídla směrem k trupu, protože měl však připravovaný Br.1050 nést v těchto místech větší zásobu paliva, navrhli konstruktéři pro jeho podvozek gondoly značně přesahující náběžnou hranu nosné plochy. Dvojici těchto gondol obdržel rovněž Br.965, avšak hlavní podvozek se nadále zatahoval do každé poloviny křídla. Kokpit byl rozšířen pro pilota a dva operátory.

## Vývoj
První prototyp Br.1050-01 byl dokončen v září 1956, 5. října pak provedl první let. Oproti Br.965 měl novou vyšší SOP, křídlo s menší šípovitostí a americký radiolokátor APS-33. Za pohonnou jednotku byl vybrán turbovrtulový Rolls-Royce Dart R.Da.6 Mk.20 o 1473 kW na hřídeli s výfukem vedeným pod křídlo. První Alizé měl ještě chladič oleje na spodní straně trupu za vrtulovým nábojem. Prototyp byl intenzivně testován na britské základně Bedford, kde měl k dispozici pozemní katapulty a brzdicí lana simulující provoz na letadlové lodi.
Druhý prototyp vzlétl 22. prosince 1956 a sloužil zejména při únavových zkouškách, které proběhly zcela bez defektů. Od prosince 1958 pak létal na francouzské letadlové lodi Arromanches.
Br.1050-03 provedl premiérový let 19. dubna 1957 s novým motorem Dart R.Da.7 Mk.21 s výstupní rourou spalin vyvedenou nad křídlo. Letové zkoušky proběhly rovněž v Bedfordu a následně na britské letadlové lodi HMS Eagle (R05) a posléze na Arromanches.

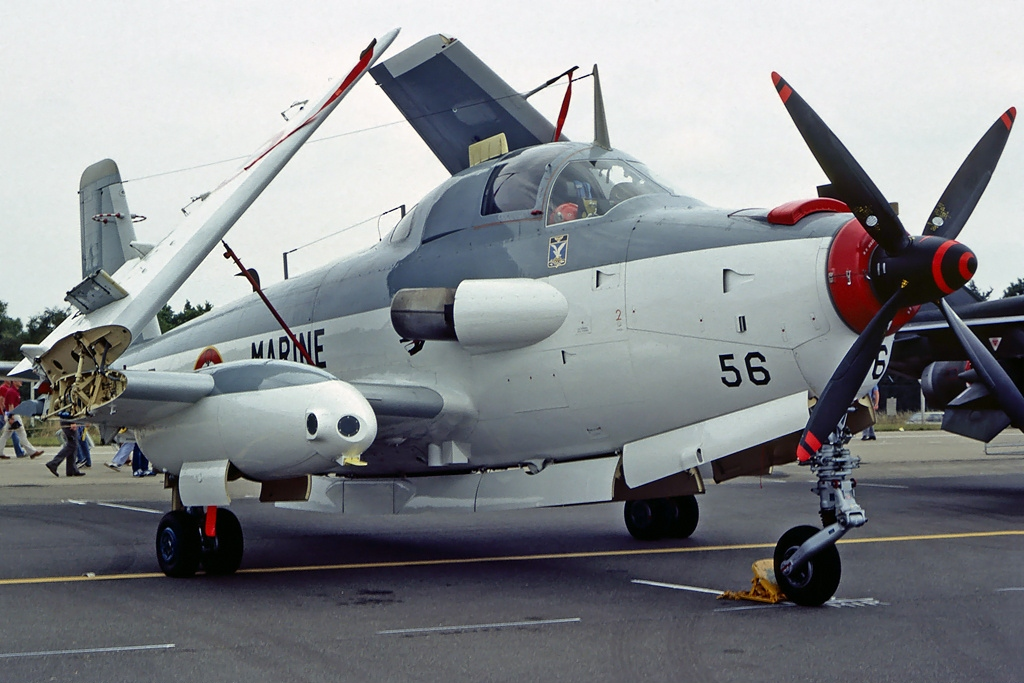
Breguet Br.1050 Alizé Aéronavale

Čtvrtý prototyp Alizé byl zalétán 21. června 1957 se stejnou pohonnou jednotkou jako předchozí -03, vstupní otvor chladiče oleje měl již na horní straně trupu za vrtulovým kuželem, což se stalo trvalou změnou. Kromě toho měl instalovaný nový francouzský radar CSF. Společně s třetím prototypem prošel zkouškami na Arromanches, později byl využíván k testům výzbroje. Ta se skládala z kombinací hlubinných pum, torpéda, šestice neřízených raket ráže 127 mm, nebo dvou protilodních řízených střel Nord AS.12.
Poslední prototyp Br.1050-05 odpovídal pozdějším sériovým exemplářům s rozdílem zachovaných bočních brzdicích štítů na trupu před ocasními plochami. Tyto aerodynamické brzdy měly všechny prototypy, ale na sériových strojích již nebyly uplatněny. U pátého prototypu se také naposled zkoušela nízká poloha výfukové roury.
První sériový Alizé vzlétl v květnu 1959, druhý v polovině června a třetí koncem měsíce. Produkce pak pokračovala výrobou tří strojů měsíčně.

## Nasazení

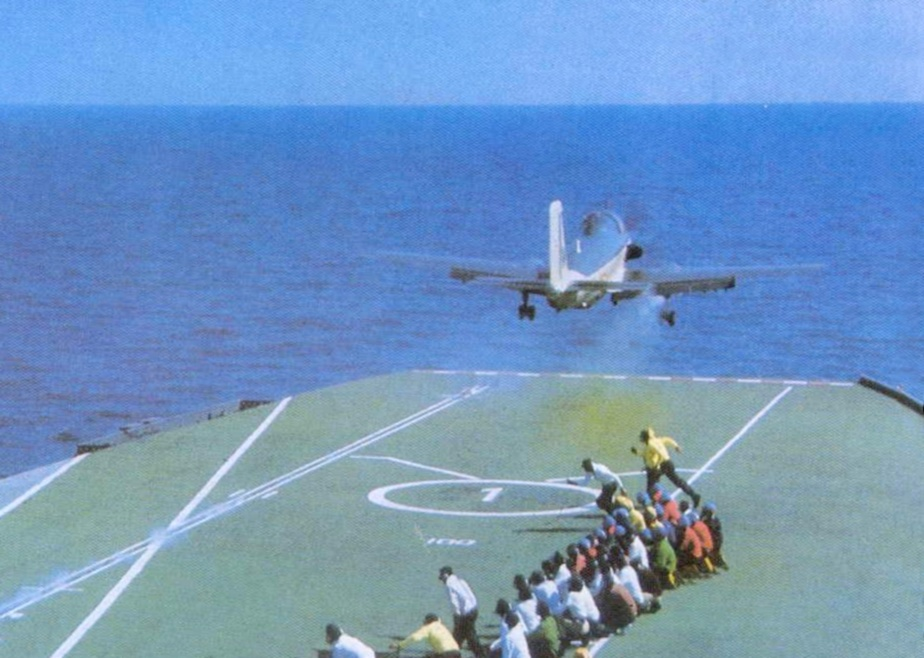
Alizé letectva indického námořnictva vzlétá z INS Vikrant během indicko-pákistánské války v roce 1971

Francouzské námořnictvo převzalo celkem 75 Breguetů Alizé, které byly zařazeny k útvarům 4F, 6F a 9F na letadlových lodích Clemenceau (R98) a Foch (R99). Další stroje byly dislokovány na cvičné základně v Lann-Bihoué, kde byly určeny k vlekání vzdušných terčů. Do vyřazení v roce 2000 byly letuschopné Alizé modernizovány zástavbou modernější elektroniky.
Indie převzala celkem 12 letounů Br.1050, které se staly výzbrojí 310. perutě „Cobras“ indického námořního letectva na letadlové lodi INS Vikrant (R11) a pobřežních základnách. Nasazeny byly při hlídkových a průzkumných operacích během invaze do Portugalci obsazeného indického území Goa v roce 1961 a během indicko-pákistánské války v roce 1971, během níž byl jeden Alizé sestřelen nepřátelským stíhacím letounem F-104.

## Uživatelé
- Indie
  - Indické námořní letectvo
- Francie
  - Aéronavale

## Specifikace

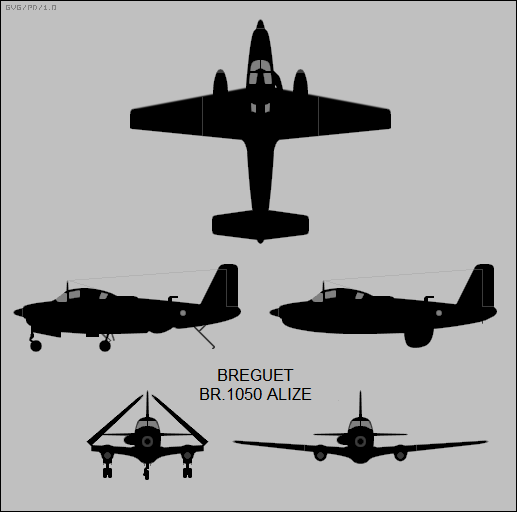
Třípohledová silueta Br.1050

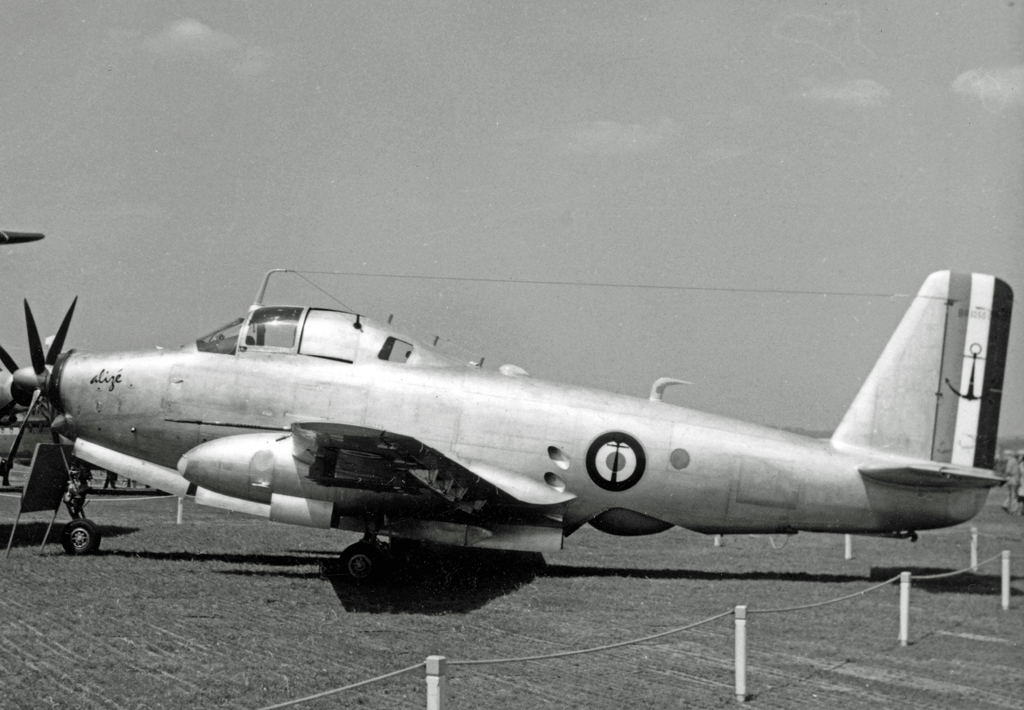
První prototyp Breguet Br.1050 Alizé na pařížském Aerosalonu 29. května 1957

### Technické údaje
- Rozpětí: 15,60 m
- Délka: 13,86 m
- Výška: 4,75 m
- Nosná plocha: 32,00 m²
- Prázdná hmotnost: 5 700 kg
- Vzletová hmotnost: 8 200 kg

### Výkony
- Maximální rychlost u země: 456 km/h
- Maximální rychlost v 3 000 m: 470 km/h
- Stoupavost u země: 7 m/s
- Dostup: 6 250 m
- Dolet: 2 820 km
- Maximální vytrvalost: 7,6 hod